# Martin Reimer
Pour les articles homonymes, voir Reimer.
Martin Reimer, né le 14 juin 1987 à Cottbus, est un coureur cycliste allemand.

## Biographie
En 2009, il crée la surprise en devenant champion d'Allemagne sur route. Durant cette saison, Reimer obtient plusieurs places d'honneurs. Il est ainsi troisième du Tour de Grande-Bretagne, quatrième du Giro del Mendrisiotto ou neuvième de Paris-Tours et du Tour du Danemark,.
L'année suivante, Reimer obtient deux places dans les dix premiers : la sixième du Tour de Münster et la huitième du championnat d'Allemagne du contre-la-montre.
À la suite de l'arrêt à la fin de la saison 2010 de l'équipe canadienne Cervélo TestTeam dont il était membre depuis ses débuts professionnels en 2009, il signe pour la saison 2011 dans l'équipe néerlandaise Skil-Shimano. Il ne compte qu'une seule place dans les dix premiers lors de l'année 2011, la huitième place du Tour de Münster. Son contrat n'est pas renouvelé en fin de saison. Ne trouvant pas d'équipe et ne souhaitant pas évoluer au niveau continental, Reimer annonce à la fin du mois de novembre sa retraite sportive.
Reimer revient cependant à la compétition en 2013 en s'engageant pour l'équipe MTN-Qhubeka.
Fin 2014 il signe un contrat avec l'équipe continentale LKT Brandenburg.

## Palmarès
- 2006
  - 2e de Cottbus-Görlitz-Cottbus
- 2008
  -  Champion d'Allemagne sur route espoirs
  - 2e du Tour de Thuringe
  - 3e du championnat d'Allemagne contre-la-montre espoirs
- 2009
  -  Champion d'Allemagne sur route
  - 3e du Tour de Grande-Bretagne

## Classements mondiaux
| Année                  | 2007  | 2008 | 2009 | 2010 | 2011 |
| ---------------------- | ----- | ---- | ---- | ---- | ---- |
| Calendrier mondial UCI |       |      |      | 225e |      |
| UCI Asia Tour          |       |      | 226e |      |      |
| UCI Europe Tour        | 1187e | 523e | 48e  | 446e | 791e |